# 나곡초등학교
나곡초등학교는 대한민국 경기도 용인시 기흥구 보라동에 있는 공립 초등학교이다.

## 학교 연혁
- 2002. 01. 14. 나곡초등학교 설립 인가
- 2002. 09. 01. 나곡초등학교 개교
- 2002. 09. 01. 초대 김부길 교장 취임
- 2003. 02. 19. 제1회 졸업식(60명)
- 2003. 03. 01. 나곡초등학교 병설유치원 개원
- 2006. 03. 01. 제2대 심문자 교장 부임
- 2008. 03. 01. 제3대 한상만 교장 부임
- 2010. 02. 11. 제8회 졸업식
- 2010. 03. 01. 41학급 편성, 유치원 1학급 편성
- 2011. 02. 16. 제9회 졸업식
- 2011. 03. 01. 39학급 편성, 유치원 1학급 편성
- 2011. 09. 01. 제4대 김옥철 교장 부임
- 2012. 02. 16. 제10회 졸업식(졸업생 1676명)
- 2012. 03. 01. 39학급 편성, 유치원 1학급 편성
- 2013. 02. 15. 제11회 졸업식 (졸업생 1920명)
- 2013. 03. 01. 37학급 편성, 유치원 1학급 편성
- 2014. 02. 14. 제12회 졸업식(졸업생 2355명)
- 2014. 03. 01. 36학급 편성, 유치원 1학급 편성
- 2014. 03. 01. 제5대 최동선 교장 부임
- 2015. 02. 13. 제13회 졸업식(졸업생 2514명)
- 2015. 03. 01. 35학급 편성, 유치원 1학급 편성